# Lee E. Emerson
Lee Earl Emerson, född 19 december 1898 i Hardwick, Vermont, död 21 maj 1976 i Berlin, Vermont, var en amerikansk republikansk politiker. Han var guvernör i delstaten Vermont 1951–1955.
Emerson utexaminerades 1921 från Syracuse University och avlade 1926 juristexamen vid George Washington University. Efter studierna arbetade han som advokat i Vermont och gifte sig 1927 med Dorcas M. Ball; paret fick två barn.
Emerson, som var viceguvernör i Vermont 1945–1949, efterträdde 1951 Harold J. Arthur som guvernör och efterträddes 1955 av Joseph B. Johnson.
Baptisten Emerson gravsattes på Welcome O. Brown Cemetery i Barton, Vermont.